# Bankensektor
Als Bankensektor (oder Bankbranche, Bankenmarkt; englisch banking sector) wird in der Volkswirtschaftslehre und Bankbetriebslehre derjenige Wirtschaftszweig bezeichnet, der das gesamte Kreditwesen umfasst.

## Allgemeines
Der Bankensektor als Teil des Finanzsektors umfasst die Gesamtheit aller Kreditinstitute in einer Volkswirtschaft. Neben dem Kreditgewerbe gehören zum Finanzsektor Kapitalanlagegesellschaften, Leasinggesellschaften, Private-Equity-Unternehmen, Vermögensverwaltungen, Versicherungsunternehmen sowie die Zentralbanken.
Unter dem Kreditgewerbe werden sämtliche Kreditinstitute (Banken, Bausparkassen, Finanzdienstleistungsinstitute, Kreditgenossenschaften, Sparkassen) zusammengefasst, die Bankgeschäfte (siehe § 1 KWG) oder Finanzdienstleistungen betreiben. Ihm gegenüber steht der Nichtbankensektor. Nicht zum Bankensektor – aber zum übergeordneten Finanzsektor – werden die Zentralbanken gerechnet. Sie unterhalten insbesondere Geschäftsbeziehungen zu den Geschäftsbanken.

## Bankenmarkt
Die Kreditinstitute und Finanzdienstleister erhalten Marktzutritt zum Bankenmarkt nur durch eine Banklizenz der Bundesanstalt für Finanzdienstleistungsaufsicht (BaFin). Personen und Unternehmen, die eine Vermittlungstätigkeit für im Bankensektor tätige Institute vornehmen (Anlagevermittlung), bedürfen in der Regel einer Erlaubnis nach § 34c Gewerbeordnung (GewO). Diese Marktzutrittsschranken dienen dem Anleger-, Gläubiger- und Verbraucherschutz.
Der Bankensektor ist der bedeutendste Marktteilnehmer auf dem Bankenmarkt. Handelsobjekte des Bankenmarkts sind weitgehend standardisierte Bankprodukte und Finanzdienstleistungen. Kreditinstitute fungieren hier entweder als Finanzintermediäre (Kredite, Wertpapierhandel) oder als „Hersteller“ der Handelsobjekte (Derivate, Spareinlagen). Da die meisten Finanzprodukte nicht lagerfähig sind, werden sie mit Hilfe des externen Produktionsfaktors zum Zeitpunkt der Nachfrage produziert und sofort vermarktet.
Die Handelsobjekte werden auf den Finanzmärkten gehandelt, die sich aus folgenden Teilmärkten zusammensetzen:
| Teilmarkt    | Angebot        | Nachfrage        | Produktgruppe    | Preis                         |
| ------------ | -------------- | ---------------- | ---------------- | ----------------------------- |
| Devisenmarkt | Devisenangebot | Devisennachfrage | Devisen          | Devisenkurse                  |
| Geldmarkt    | Geldangebot    | Geldnachfrage    | Geldmarktpapiere | Geldmarktzins                 |
| Kapitalmarkt | Kapitalangebot | Kapitalnachfrage | Effekten         | Kapitalmarktzins, Börsenkurse |
| Kreditmarkt  | Kreditangebot  | Kreditnachfrage  | Kredite          | Kreditzins                    |

Auf einigen Teilmärkten (insbesondere Devisen- und Geldmarkt) wirkt im Rahmen der Geld- und Währungspolitik die Zentralbank als Marktteilnehmer mit, auch wenn sie nicht zum Bankensektor gerechnet wird.
Die Statistiken der Zentralbanken (wie etwa der Deutschen Bundesbank) fassen als Bankensektor die so genannten „monetären Finanzinstitute“ (MFIs) zusammen. Bei der Ermittlung der Geldmenge ({\displaystyle M0} bis {\displaystyle M3}) werden die nationalen Zentralbanken im Eurosystem zum Bankensektor hinzugerechnet.

## Marktstruktur
Teilmärkte des Bankenmarkts im Hinblick auf den Marktzutritt sind:
| Teilmarkt        | Marktteilnehmer                                                         | Marktpreis                                                |
| ---------------- | ----------------------------------------------------------------------- | --------------------------------------------------------- |
| Bankenmarkt      | Bankensektor, Privathaushalte, Staat und Untergliederungen, Unternehmen | Bankgebühr, Provisionen, Zinsen (Kredit- und Habenzinsen) |
| Interbankenmarkt | Kreditinstitute, Großunternehmen, Versicherungsunternehmen              | Interbankenkurse                                          |

Der Interbankenmarkt beschränkt den Marktzutritt auf Kreditinstitute, Großunternehmen und Versicherungsunternehmen. Er ist Beschaffungsmarkt und zugleich auch Vertriebsmarkt für Bankprodukte, die auf dem Bankenmarkt nachgefragt bzw. angeboten werden.
Auf dem Bankenmarkt sind folgende Institute der Kreditwirtschaft im Hinblick auf ihren Betriebszweck tätig:
- Universalbanken
  - Banken,
  - Sparkassen,
  - Genossenschaftsbanken,
  - Kreditgenossenschaften;
- Spezialbanken
  - Autobanken,
  - Förderbanken,
  - Investmentbanken,
  - Hypothekenbanken und Schiffshypothekenbanken.
  - Teilzahlungsbanken.

Universalbanken dürfen alle Bankgeschäfte mit allen Kundengruppen betreiben, Spezialbanken sind im Regelfall nur in einem Bankgeschäft tätig und bieten dieses nur einer Kundengruppe an.
Der bisher bei universell tätigen Großbanken vorhandene umfassende Eigenhandel ist seit August 2013 in allen EU-Mitgliedstaaten einem Outsourcing unterworfen. In Art. 2 Nr. 4 führte das Trennbankengesetz im Januar 2014 unter anderem mit § 25f KWG für Universalbanken ein Trennbankensystem ein, wonach die Aktivitäten der Investmentbank aus der Geschäftsbank auszugliedern sind (englisch ringfencing).

## Wirtschaftliche Aspekte
Der Bankensektor nimmt innerhalb einer Marktwirtschaft eine besondere Stellung ein. Banken haben wesentlichen Einfluss auf die Geldversorgung und den Zahlungsverkehr in der Wirtschaft und damit auch auf die wirtschaftliche Stabilität eines Staates. Da die gesamtwirtschaftlichen Auswirkungen einer Bankenkrise erheblich sind, gibt es in den meisten modernen Volkswirtschaften eine gesetzlich vorgeschriebene Bankenaufsicht mit dem Ziel der Marktregulierung und der Verhinderung von Marktversagen und Marktstörungen. Durch die Vernetzung und den Interbankenhandel sind einstmals regionale Bankenmärkte zu einem internationalen Bankenmarkt verschmolzen, so dass eine regionale Bankenkrise sich durch den Contagion-Effekt auch international auswirken kann.
Der Bankensektor weist – im Gegensatz zu anderen Wirtschaftszweigen – eine detaillierte Gewerbeaufsicht in Form der Bankenaufsicht auf, denn im Falle einer Unternehmenskrise eines einzelnen Kreditinstituts können Banken aufgrund der negativen externen Effekte in Bezug auf andere Banken und Wirtschaftszweige oft nicht durch Marktaustritt „bestraft“ werden, sondern müssen in Form einer staatlichen Rettungsaktion (englisch bail-out) finanziell aufgefangen werden. Das Insolvenzrisiko ist auch durch gesetzliche Vorschriften für Kreditinstitute sehr eingeschränkt; dagegen ist im Nichtbankensektor für alle Unternehmen ein Insolvenzrisiko vorhanden.
Während der Wettbewerb auf dem Gütermarkt allgemein als wohlfahrtssteigernd begrüßt wird und Marktmacht (und diese damit eine pareto-ineffiziente Ressourcenallokation) verhindert, wird der Bankenwettbewerb teilweise kritisch gesehen. Er verhindert zwar auch auf dem Bankenmarkt die Marktmacht und steigert die Effizienz der Finanzintermediation. Doch wies Joseph E. Stiglitz 1994 darauf hin, dass im Falle eines uneingeschränkten Wettbewerbs im Bankensektor die Gefahr bestehe, dass Kreditinstitute aufgrund schwindender Margen zur Eingehung unverhältnismäßiger Finanzrisiken gedrängt werden könnten, welche die Stabilität des Bankensektors gefährden könnten.
Die fehlende Patentierbarkeit und die relativ leichte Nachahmbarkeit der meisten Bankprodukte führen dazu, dass nur der Zeitvorsprung vor der Bankenkonkurrenz einen Pioniergewinn verschaffen kann. Ferner ermöglicht der im Kreditgewerbe vorherrschende Wettbewerb der Produktdifferenzierung einem Kreditinstitut mit einem Zeitvorsprung einen Wettbewerbsvorteil.